# Into the West
是一首由安妮·藍妮克絲演唱的歌曲，也是2003年電影《魔戒三部曲：王者再臨》的片尾字幕曲。本曲由藍妮克絲、電影製作人與共同編劇法蘭·沃許與電影編曲霍華·蕭共同創作，於2003年電影《魔戒三部曲：王者再臨》的片尾當中演奏。該曲後來被紐西蘭歌手尤利婭·湯森德、威爾·馬丁與美國歌手彼得·霍藍斯翻唱過。2014年，德國阿卡貝拉重金屬樂團Van Canto在第5張專輯Dawn of the Brave當中收錄並翻唱該曲。

## 風格
本曲被認為是一首苦樂參半的精靈哀嘆，對象為凱蘭崔爾與那些要乘船橫渡貝烈蓋爾海的精靈們。諸多歌詞中的片段取材自《王者再臨》當中的最後一章。
根據《魔戒三部曲：王者再臨》加長版DVD中的評論與紀錄短片，彼得·傑克森導演表示該曲的靈感並非來自於佛羅多，而是來自於年輕的紐西蘭電影製作人卡麥隆·鄧肯，他因癌症而英年早逝，啟發了傑克森與其電影團隊而創作此曲。該曲首次於鄧肯的喪禮中公開演奏。

## 獎項
本曲於第76屆奧斯卡金像獎當中，獲得最佳原創歌曲獎，這只是《魔戒三部曲：王者再臨》所獲得的11個獎項之一。藍妮克絲也在頒獎典禮中演唱該曲。
該曲也在第47屆葛萊美獎中，獲得最佳影視媒體作品歌曲獎。